# Santos Women's Tour de 2020
A 14.ª edição do Santos Women's Tour foi uma carreira feminina de ciclismo de estrada por etapas que se celebrou entre 16 e 19 de janeiro de 2020 na Austrália com início na cidade de Hahndorf e final na cidade de Adelaide sobre um percurso de 382,8 quilómetros.
A carreira fez parte das UCI ProSeries de 2020, calendário ciclístico feminino, dentro da categoria UCI 2.pro. A vencedora final foi a estadounidense Ruth Winder da Trek-Segafredo. Acompanharam-na no pódio, como segunda e terça classificada respectivamente, a alemã Liane Lippert da Sunweb e a australiana Amanda Spratt da Mitchelton-Scott.

## Equipas participantes
Tomaram parte na carreira 16 equipas: 6 de categoria UCI WorldTeam Feminino, 7 de categoria UCI Continental Feminino, 2 de categoria nacional e a selecção nacional da Nova Zelândia. Formaram assim um pelotão de 94 ciclistas das que acabaram 83. As equipas participantes foram:
| translation for headoftableIII_translate index 58 not found (6)- Alé BTC Ljubljana - Canyon-SRAM Racing - FDJ-Nouvelle Aquitaine-Futuroscope - Mitchelton-Scott - Sunweb Women - Trek-Segafredo UCI Women's continental teams (7)- Agolico - Astana Women's - BePink - Doltcini-Van Eyck Sport - Rally - RoxSolt Attaquer - Tibco-Silicon Valley Bank Equipe nacional- Nova Zelândia translation for headoftableIII_translate index 39 not found- UniSA-Australia Equipes femininas amadoras- Specialized Women's Racing |
| |

## Percorrido
A Santos Women's Tour dispôs de quatro etapas divididos numa etapa em media montanha e três etapas planas para um percurso total de 382,8 quilómetros.
| Etapa | Data    | Percurso                 | type            | Distância (km) | Vencedor         | Líder geral   |
| ----- | ------- | ------------------------ | --------------- | -------------- | ---------------- | ------------- |
| 1     | 16 jan. | Hahndorf – Macclesfield  | etapa plana     | 116,3          | Chloe Hosking    | Chloe Hosking |
| 2     | 17 jan. | Murray Bridge – Birdwood | etapa escarpada | 114,9          | Amanda Spratt    | Amanda Spratt |
| 3     | 18 jan. | Nairne – Stirling        | etapa plana     | 109,1          | Ruth Winder      | Ruth Winder   |
| 4     | 19 jan. | Adelaide – Adelaide      | etapa plana     | 42,5           | Simona Frapporti | Ruth Winder   |

## Desenvolvimento da carreira

### 1.ª etapa
| \| Classificação por etapas \| Classificação por etapas \| Classificação por etapas \| Classificação por etapas \| Classificação por etapas \| \| Ciclista \| Ciclista \| Equipe \| Tempo \| \| \| ------------------------ \| ------------------------ \| ---------------------------------- \| ------------------------ \| ------------------------ \| \| 1. \| Chloe Hosking \| Rally Cycling \| 3h16m51s \| \| \| 2. \| Lotta Henttala \| Trek-Segafredo \| + 0s \| \| \| 3. \| Matilda Raynolds \| Specialized women's racing \| + 0s \| \| \| 4. \| Gracie Elvin \| Mitchelton-Scott \| + 0s \| \| \| 5. \| Peta Mullens \| RoxSolt Attaquer \| + 0s \| \| \| 6. \| Leah Kirchmann \| Sunweb \| + 0s \| \| \| 7. \| Liane Lippert \| Sunweb \| + 0s \| \| \| 8. \| Lauren Kitchen \| FDJ-Nouvelle Aquitaine-Futuroscope \| + 0s \| \| \| 9. \| Arlenis Sierra \| Astana Women's Team \| + 0s \| \| \| 10. \| Alexis Ryan \| Canyon-SRAM Racing \| + 0s \| \| |                  |                                    |          |
| |                  |                                    |          |
| Fonte: ProCyclingStats |                  |                                    |          |
| Classificação por etapas |                  |                                    |          |
| Ciclista | Ciclista         | Equipe                             | Tempo    |
| 1. | Chloe Hosking    | Rally Cycling                      | 3h16m51s |
| 2. | Lotta Henttala   | Trek-Segafredo                     | + 0s     |
| 3. | Matilda Raynolds | Specialized women's racing         | + 0s     |
| 4. | Gracie Elvin     | Mitchelton-Scott                   | + 0s     |
| 5. | Peta Mullens     | RoxSolt Attaquer                   | + 0s     |
| 6. | Leah Kirchmann   | Sunweb                             | + 0s     |
| 7. | Liane Lippert    | Sunweb                             | + 0s     |
| 8. | Lauren Kitchen   | FDJ-Nouvelle Aquitaine-Futuroscope | + 0s     |
| 9. | Arlenis Sierra   | Astana Women's Team                | + 0s     |
| 10. | Alexis Ryan      | Canyon-SRAM Racing                 | + 0s     |

| \| Classificação geral \| Classificação geral \| Classificação geral \| Classificação geral \| Classificação geral \| \| Ciclista \| Ciclista \| Equipe \| Tempo \| \| \| ------------------- \| ------------------- \| ---------------------------------- \| ------------------- \| ------------------- \| \| 1. \| Chloe Hosking \| Rally Cycling \| 3h16m51s \| \| \| 2. \| Lotta Henttala \| Trek-Segafredo \| + 4s \| \| \| 3. \| Leah Kirchmann \| Sunweb \| + 6s \| \| \| 4. \| Matilda Raynolds \| Specialized women's racing \| + 7s \| \| \| 5. \| Gracie Elvin \| Mitchelton-Scott \| + 8s \| \| \| 6. \| Brodie Chapman \| FDJ-Nouvelle Aquitaine-Futuroscope \| + 8s \| \| \| 7. \| Nina Kessler \| Tibco-Silicon Valley Bank \| + 9s \| \| \| 8. \| Anastasia Chursina \| Alé BTC Ljubljana \| + 9s \| \| \| 9. \| Juliette Labous \| Sunweb \| + 10s \| \| \| 10. \| Peta Mullens \| RoxSolt Attaquer \| + 11s \| \| |                    |                                    |          |
| |                    |                                    |          |
| Fonte: ProCyclingStats |                    |                                    |          |
| Classificação geral |                    |                                    |          |
| Ciclista | Ciclista           | Equipe                             | Tempo    |
| 1. | Chloe Hosking      | Rally Cycling                      | 3h16m51s |
| 2. | Lotta Henttala     | Trek-Segafredo                     | + 4s     |
| 3. | Leah Kirchmann     | Sunweb                             | + 6s     |
| 4. | Matilda Raynolds   | Specialized women's racing         | + 7s     |
| 5. | Gracie Elvin       | Mitchelton-Scott                   | + 8s     |
| 6. | Brodie Chapman     | FDJ-Nouvelle Aquitaine-Futuroscope | + 8s     |
| 7. | Nina Kessler       | Tibco-Silicon Valley Bank          | + 9s     |
| 8. | Anastasia Chursina | Alé BTC Ljubljana                  | + 9s     |
| 9. | Juliette Labous    | Sunweb                             | + 10s    |
| 10. | Peta Mullens       | RoxSolt Attaquer                   | + 11s    |

### 2.ª etapa
| \| Classificação por etapas \| Classificação por etapas \| Classificação por etapas \| Classificação por etapas \| Classificação por etapas \| \| Ciclista \| Ciclista \| Equipe \| Tempo \| \| \| ------------------------ \| ------------------------ \| ---------------------------------- \| ------------------------ \| ------------------------ \| \| 1. \| Amanda Spratt \| Mitchelton-Scott \| 3h08m54s \| \| \| 2. \| Ruth Winder \| Trek-Segafredo \| + 0s \| \| \| 3. \| Liane Lippert \| Sunweb \| + 0s \| \| \| 4. \| Grace Brown \| Mitchelton-Scott \| + 2s \| \| \| 5. \| Jaime Gunning \| Specialized women's racing \| + 13s \| \| \| 6. \| Peta Mullens \| RoxSolt Attaquer \| + 15s \| \| \| 7. \| Rachel Neylan \| Cronos-Casa Dorada \| + 18s \| \| \| 8. \| Ella Harris \| Canyon-SRAM Racing \| + 18s \| \| \| 9. \| Shara Marche \| FDJ-Nouvelle Aquitaine-Futuroscope \| + 18s \| \| \| 10. \| Juliette Labous \| Sunweb \| + 18s \| \| |                 |                                    |          |
| |                 |                                    |          |
| Fonte: ProCyclingStats |                 |                                    |          |
| Classificação por etapas |                 |                                    |          |
| Ciclista | Ciclista        | Equipe                             | Tempo    |
| 1. | Amanda Spratt   | Mitchelton-Scott                   | 3h08m54s |
| 2. | Ruth Winder     | Trek-Segafredo                     | + 0s     |
| 3. | Liane Lippert   | Sunweb                             | + 0s     |
| 4. | Grace Brown     | Mitchelton-Scott                   | + 2s     |
| 5. | Jaime Gunning   | Specialized women's racing         | + 13s    |
| 6. | Peta Mullens    | RoxSolt Attaquer                   | + 15s    |
| 7. | Rachel Neylan   | Cronos-Casa Dorada                 | + 18s    |
| 8. | Ella Harris     | Canyon-SRAM Racing                 | + 18s    |
| 9. | Shara Marche    | FDJ-Nouvelle Aquitaine-Futuroscope | + 18s    |
| 10. | Juliette Labous | Sunweb                             | + 18s    |

| \| Classificação geral \| Classificação geral \| Classificação geral \| Classificação geral \| Classificação geral \| \| Ciclista \| Ciclista \| Equipe \| Tempo \| \| \| ------------------- \| ------------------- \| ---------------------------------- \| ------------------- \| ------------------- \| \| 1. \| Amanda Spratt \| Mitchelton-Scott \| 6h21m19s \| \| \| 2. \| Ruth Winder \| Trek-Segafredo \| + 4s \| \| \| 3. \| Liane Lippert \| Sunweb \| + 5s \| \| \| 4. \| Grace Brown \| Mitchelton-Scott \| + 12s \| \| \| 5. \| Chloe Hosking \| Rally Cycling \| + 21s \| \| \| 6. \| Jaime Gunning \| Specialized women's racing \| + 23s \| \| \| 7. \| Leah Kirchmann \| Sunweb \| + 24s \| \| \| 8. \| Peta Mullens \| RoxSolt Attaquer \| + 25s \| \| \| 9. \| Juliette Labous \| Sunweb \| + 27s \| \| \| 10. \| Shara Marche \| FDJ-Nouvelle Aquitaine-Futuroscope \| + 28s \| \| |                 |                                    |          |
| |                 |                                    |          |
| Fonte: ProCyclingStats |                 |                                    |          |
| Classificação geral |                 |                                    |          |
| Ciclista | Ciclista        | Equipe                             | Tempo    |
| 1. | Amanda Spratt   | Mitchelton-Scott                   | 6h21m19s |
| 2. | Ruth Winder     | Trek-Segafredo                     | + 4s     |
| 3. | Liane Lippert   | Sunweb                             | + 5s     |
| 4. | Grace Brown     | Mitchelton-Scott                   | + 12s    |
| 5. | Chloe Hosking   | Rally Cycling                      | + 21s    |
| 6. | Jaime Gunning   | Specialized women's racing         | + 23s    |
| 7. | Leah Kirchmann  | Sunweb                             | + 24s    |
| 8. | Peta Mullens    | RoxSolt Attaquer                   | + 25s    |
| 9. | Juliette Labous | Sunweb                             | + 27s    |
| 10. | Shara Marche    | FDJ-Nouvelle Aquitaine-Futuroscope | + 28s    |

### 3.ª etapa
| \| Classificação por etapas \| Classificação por etapas \| Classificação por etapas \| Classificação por etapas \| Classificação por etapas \| \| Ciclista \| Ciclista \| Equipe \| Tempo \| \| \| ------------------------ \| ------------------------ \| ---------------------------------- \| ------------------------ \| ------------------------ \| \| 1. \| Ruth Winder \| Trek-Segafredo \| 2h51m16s \| \| \| 2. \| Liane Lippert \| Sunweb \| + 0s \| \| \| 3. \| Lauren Stephens \| Tibco-Silicon Valley Bank \| + 0s \| \| \| 4. \| Peta Mullens \| RoxSolt Attaquer \| + 0s \| \| \| 5. \| Chloe Hosking \| Rally Cycling \| + 0s \| \| \| 6. \| Anastasia Chursina \| Alé BTC Ljubljana \| + 0s \| \| \| 7. \| Ella Harris \| Canyon-SRAM Racing \| + 0s \| \| \| 8. \| Shara Marche \| FDJ-Nouvelle Aquitaine-Futuroscope \| + 0s \| \| \| 9. \| Rachel Neylan \| UniSA-Australia \| + 0s \| \| \| 10. \| Amanda Spratt \| Mitchelton-Scott \| + 0s \| \| |                    |                                    |          |
| |                    |                                    |          |
| Fonte: ProCyclingStats |                    |                                    |          |
| Classificação por etapas |                    |                                    |          |
| Ciclista | Ciclista           | Equipe                             | Tempo    |
| 1. | Ruth Winder        | Trek-Segafredo                     | 2h51m16s |
| 2. | Liane Lippert      | Sunweb                             | + 0s     |
| 3. | Lauren Stephens    | Tibco-Silicon Valley Bank          | + 0s     |
| 4. | Peta Mullens       | RoxSolt Attaquer                   | + 0s     |
| 5. | Chloe Hosking      | Rally Cycling                      | + 0s     |
| 6. | Anastasia Chursina | Alé BTC Ljubljana                  | + 0s     |
| 7. | Ella Harris        | Canyon-SRAM Racing                 | + 0s     |
| 8. | Shara Marche       | FDJ-Nouvelle Aquitaine-Futuroscope | + 0s     |
| 9. | Rachel Neylan      | UniSA-Australia                    | + 0s     |
| 10. | Amanda Spratt      | Mitchelton-Scott                   | + 0s     |

| \| Classificação geral \| Classificação geral \| Classificação geral \| Classificação geral \| Classificação geral \| \| Ciclista \| Ciclista \| Equipe \| Tempo \| \| \| ------------------- \| ------------------- \| ---------------------------------- \| ------------------- \| ------------------- \| \| 1. \| Ruth Winder \| Trek-Segafredo \| 9h12m26s \| \| \| 2. \| Liane Lippert \| Sunweb \| + 7s \| \| \| 3. \| Amanda Spratt \| Mitchelton-Scott \| + 7s \| \| \| 4. \| Chloe Hosking \| Rally Cycling \| + 30s \| \| \| 5. \| Leah Kirchmann \| Sunweb \| + 33s \| \| \| 6. \| Peta Mullens \| RoxSolt Attaquer \| + 34s \| \| \| 7. \| Lauren Stephens \| Tibco-Silicon Valley Bank \| + 34s \| \| \| 8. \| Juliette Labous \| Sunweb \| + 36s \| \| \| 9. \| Shara Marche \| FDJ-Nouvelle Aquitaine-Futuroscope \| + 37s \| \| \| 10. \| Ella Harris \| Canyon-SRAM Racing \| + 37s \| \| |                 |                                    |          |
| |                 |                                    |          |
| Fonte: ProCyclingStats |                 |                                    |          |
| Classificação geral |                 |                                    |          |
| Ciclista | Ciclista        | Equipe                             | Tempo    |
| 1. | Ruth Winder     | Trek-Segafredo                     | 9h12m26s |
| 2. | Liane Lippert   | Sunweb                             | + 7s     |
| 3. | Amanda Spratt   | Mitchelton-Scott                   | + 7s     |
| 4. | Chloe Hosking   | Rally Cycling                      | + 30s    |
| 5. | Leah Kirchmann  | Sunweb                             | + 33s    |
| 6. | Peta Mullens    | RoxSolt Attaquer                   | + 34s    |
| 7. | Lauren Stephens | Tibco-Silicon Valley Bank          | + 34s    |
| 8. | Juliette Labous | Sunweb                             | + 36s    |
| 9. | Shara Marche    | FDJ-Nouvelle Aquitaine-Futuroscope | + 37s    |
| 10. | Ella Harris     | Canyon-SRAM Racing                 | + 37s    |

### 4.ª etapa
| \| Classificação por etapas \| Classificação por etapas \| Classificação por etapas \| Classificação por etapas \| Classificação por etapas \| \| Ciclista \| Ciclista \| Equipe \| Tempo \| \| \| ------------------------ \| ------------------------ \| ---------------------------------- \| ------------------------ \| ------------------------ \| \| 1. \| Simona Frapporti \| Bepink \| 58m32s \| \| \| 2. \| Lauren Stephens \| Tibco-Silicon Valley Bank \| + 0s \| \| \| 3. \| Rushlee Buchanan \| Nova Zelândia \| + 0s \| \| \| 4. \| Leigh Ann Ganzar \| Rally Cycling \| + 0s \| \| \| 5. \| Jaime Gunning \| Specialized women's racing \| + 0s \| \| \| 6. \| Katia Ragusa \| Astana Women's Team \| + 0s \| \| \| 7. \| Brodie Chapman \| FDJ-Nouvelle Aquitaine-Futuroscope \| + 0s \| \| \| 8. \| Jessica Pratt \| Canyon-SRAM Racing \| + 0s \| \| \| 9. \| Georgia Williams \| Mitchelton-Scott \| + 0s \| \| \| 10. \| Tatiana Guderzo \| Alé BTC Ljubljana \| + 0s \| \| |                  |                                    |        |
| |                  |                                    |        |
| Fonte: ProCyclingStats |                  |                                    |        |
| Classificação por etapas |                  |                                    |        |
| Ciclista | Ciclista         | Equipe                             | Tempo  |
| 1. | Simona Frapporti | Bepink                             | 58m32s |
| 2. | Lauren Stephens  | Tibco-Silicon Valley Bank          | + 0s   |
| 3. | Rushlee Buchanan | Nova Zelândia                      | + 0s   |
| 4. | Leigh Ann Ganzar | Rally Cycling                      | + 0s   |
| 5. | Jaime Gunning    | Specialized women's racing         | + 0s   |
| 6. | Katia Ragusa     | Astana Women's Team                | + 0s   |
| 7. | Brodie Chapman   | FDJ-Nouvelle Aquitaine-Futuroscope | + 0s   |
| 8. | Jessica Pratt    | Canyon-SRAM Racing                 | + 0s   |
| 9. | Georgia Williams | Mitchelton-Scott                   | + 0s   |
| 10. | Tatiana Guderzo  | Alé BTC Ljubljana                  | + 0s   |

## Classificações finais
- As classificações finalizaram da seguinte forma:[3]

### Classificação geral
| \| Classificação geral \| Classificação geral \| Classificação geral \| Classificação geral \| Classificação geral \| \| Ciclista \| Ciclista \| Equipe \| Tempo \| \| \| ------------------- \| ---------------------- \| ------------------------- \| ------------------- \| ------------------- \| \| 1. \| Ruth Winder \| Trek-Segafredo \| 10h11m07s \| \| \| 2. \| Liane Lippert \| Sunweb \| + 5s \| \| \| 3. \| Amanda Spratt \| Mitchelton-Scott \| + 6s \| \| \| 4. \| Lauren Stephens \| Tibco-Silicon Valley Bank \| + 17s \| \| \| 5. \| Chloe Hosking \| Rally Cycling \| + 30s \| \| \| 6. \| Leah Kirchmann \| Sunweb \| + 32s \| \| \| 7. \| Andrea Ramírez Fregoso \| Agolico \| + 33s \| \| \| 8. \| Katia Ragusa \| Astana Women's Team \| + 34s \| \| \| 9. \| Jessica Pratt \| Canyon-SRAM Racing \| + 34s \| \| \| 10. \| Peta Mullens \| RoxSolt Attaquer \| + 35s \| \| |                        |                           |           |
| |                        |                           |           |
| Fonte: ProCyclingStats |                        |                           |           |
| Classificação geral |                        |                           |           |
| Ciclista | Ciclista               | Equipe                    | Tempo     |
| 1. | Ruth Winder            | Trek-Segafredo            | 10h11m07s |
| 2. | Liane Lippert          | Sunweb                    | + 5s      |
| 3. | Amanda Spratt          | Mitchelton-Scott          | + 6s      |
| 4. | Lauren Stephens        | Tibco-Silicon Valley Bank | + 17s     |
| 5. | Chloe Hosking          | Rally Cycling             | + 30s     |
| 6. | Leah Kirchmann         | Sunweb                    | + 32s     |
| 7. | Andrea Ramírez Fregoso | Agolico                   | + 33s     |
| 8. | Katia Ragusa           | Astana Women's Team       | + 34s     |
| 9. | Jessica Pratt          | Canyon-SRAM Racing        | + 34s     |
| 10. | Peta Mullens           | RoxSolt Attaquer          | + 35s     |

### Classificação da montanha
| Classificação da montanha | Classificação da montanha | Classificação da montanha  | Classificação da montanha | Classificação da montanha |
| Ciclista                  | Ciclista                  | Equipe                     | Pontos                    |                           |
| ------------------------- | ------------------------- | -------------------------- | ------------------------- | ------------------------- |
| 1.                        | Liane Lippert             | Sunweb                     | 19 pts                    |                           |
| 2.                        | Marieke de Groot          | Doltcini-Van Eyck-Proximus | 15 pts                    |                           |
| 3.                        | Amanda Spratt             | Mitchelton-Scott           | 14 pts                    |                           |
| 4.                        | Ella Harris               | Canyon-SRAM Racing         | 9 pts                     |                           |
| 5.                        | Ruth Winder               | Trek-Segafredo             | 9 pts                     |                           |
| 6.                        | Bree Wilson               | RoxSolt Attaquer           | 8 pts                     |                           |
| 7.                        | Urša Pintar               | Alé BTC Ljubljana          | 6 pts                     |                           |
| 8.                        | Grace Brown               | Mitchelton-Scott           | 6 pts                     |                           |
| 9.                        | Sarah Gigante             | Tibco-Silicon Valley Bank  | 4 pts                     |                           |
| 10.                       | Lucy Kennedy              | Mitchelton-Scott           | 4 pts                     |                           |

### Classificação dos sprints
| Classificação por pontos | Classificação por pontos | Classificação por pontos  | Classificação por pontos | Classificação por pontos |
| Ciclista                 | Ciclista                 | Equipe                    | Pontos                   |                          |
| ------------------------ | ------------------------ | ------------------------- | ------------------------ | ------------------------ |
| 1.                       | Leah Kirchmann           | Sunweb                    | 136 pts                  |                          |
| 2.                       | Liane Lippert            | Sunweb                    | 136 pts                  |                          |
| 3.                       | Chloe Hosking            | Rally Cycling             | 130 pts                  |                          |
| 4.                       | Lotta Henttala           | Trek-Segafredo            | 121 pts                  |                          |
| 5.                       | Ruth Winder              | Trek-Segafredo            | 94 pts                   |                          |
| 6.                       | Gracie Elvin             | Mitchelton-Scott          | 90 pts                   |                          |
| 7.                       | Simona Frapporti         | Bepink                    | 83 pts                   |                          |
| 8.                       | Anna Henderson           | Sunweb                    | 82 pts                   |                          |
| 9.                       | Amanda Spratt            | Mitchelton-Scott          | 74 pts                   |                          |
| 10.                      | Lauren Stephens          | Tibco-Silicon Valley Bank | 68 pts                   |                          |

### Classificação dos jovens
| Classificação dos jovens | Classificação dos jovens | Classificação dos jovens   | Classificação dos jovens | Classificação dos jovens |
| Ciclista                 | Ciclista                 | Equipe                     | Tempo                    |                          |
| ------------------------ | ------------------------ | -------------------------- | ------------------------ | ------------------------ |
| 1.                       | Liane Lippert            | Sunweb                     | 10h11m12s                |                          |
| 2.                       | Andrea Ramírez Fregoso   | Agolico                    | + 28s                    |                          |
| 3.                       | Katia Ragusa             | Astana Women's Team        | + 29s                    |                          |
| 4.                       | Jessica Pratt            | Canyon-SRAM Racing         | + 29s                    |                          |
| 5.                       | Juliette Labous          | Sunweb                     | + 32s                    |                          |
| 6.                       | Ella Harris              | Canyon-SRAM Racing         | + 33s                    |                          |
| 7.                       | Jaime Gunning            | Specialized women's racing | + 35s                    |                          |
| 8.                       | Ruby Roseman-Gannon      | UniSA-Australia            | + 39s                    |                          |
| 9.                       | Jenna Merrick            | Doltcini-Van Eyck-Proximus | + 39s                    |                          |
| 10.                      | Sarah Gigante            | Tibco-Silicon Valley Bank  | + 45s                    |                          |

## Evolução das classificações
| Etapa                 | Vencedora             | Classificação geral | Classificação da montanha       | Classificação dos sprints | Classificação das jovens |
| --------------------- | --------------------- | ------------------- | ------------------------------- | ------------------------- | ------------------------ |
| 1.ª                   | Chloe Hosking         | Chloe Hosking       | Marieke van De Groot-Witzenburg | Chloe Hosking             | Juliette Labous          |
| 2.ª                   | Amanda Spratt         | Amanda Spratt       | Liane Lippert                   | Leah Kirchmann            | Liane Lippert            |
| 3.ª                   | Ruth Winder           | Ruth Winder         | Liane Lippert                   | Leah Kirchmann            | Liane Lippert            |
| 4.ª                   | Simona Frapporti      | Ruth Winder         | Liane Lippert                   | Leah Kirchmann            | Liane Lippert            |
| Classificações finais | Classificações finais | Ruth Winder         | Liane Lippert                   | Leah Kirchmann            | Liane Lippert            |

## Ciclistas participantes e posições finais
| Mitchelton-Scott MTS | Mitchelton-Scott MTS          | Mitchelton-Scott MTS |
| -------------------- | ----------------------------- | -------------------- |
| Num                  | Ciclista                      | Pos                  |
| 1                    | Amanda Spratt (AUS) (estrada) | 3.                   |
| 2                    | Gracie Elvin (AUS)            | 44.                  |
| 3                    | Georgia Williams (NZL)        | 60.                  |
| 4                    | Jessica Allen (AUS)           | 65.                  |
| 5                    | Lucy Kennedy (AUS)            | 30.                  |
| 6                    | Grace Brown (AUS)             | 32.                  |

| Sunweb SUN | Sunweb SUN            | Sunweb SUN |
| ---------- | --------------------- | ---------- |
| Num        | Ciclista              | Pos        |
| 11         | Pfeiffer Georgi (GBR) | 70.        |
| 12         | Leah Kirchmann (CAN)  | 6.         |
| 13         | Juliette Labous (FRA) | 11.        |
| 14         | Liane Lippert (GER)   | 2.         |
| 15         | Anna Henderson (GBR)  | 38.        |
| 16         | Julia Soek (NED)      | 66.        |

| Canyon-SRAM Racing CSR | Canyon-SRAM Racing CSR | Canyon-SRAM Racing CSR |
| ---------------------- | ---------------------- | ---------------------- |
| Num                    | Ciclista               | Pos                    |
| 21                     | Tiffany Cromwell (AUS) | 40.                    |
| 22                     | Tanja Erath (GER)      | 49.                    |
| 23                     | Ella Harris (NZL)      | 13.                    |
| 24                     | Hannah Ludwig (GER)    | 43.                    |
| 25                     | Jessica Pratt (AUS)    | 9.                     |
| 26                     | Alexis Ryan (USA)      | 61.                    |

| Trek-Segafredo TFS | Trek-Segafredo TFS          | Trek-Segafredo TFS |
| ------------------ | --------------------------- | ------------------ |
| Num                | Ciclista                    | Pos                |
| 31                 | Lotta Henttala (FIN)        | 50.                |
| 32                 | Anna Plichta (POL)          | 59.                |
| 33                 | Abigail Van Twisk (GBR)     | DNF-2              |
| 34                 | Tayler Wiles (USA)          | 29.                |
| 35                 | Ruth Winder (USA) (estrada) | 1.                 |
| 36                 | Trixi Worrack (GER)         | 53.                |

| Alé BTC Ljubljana ALE | Alé BTC Ljubljana ALE    | Alé BTC Ljubljana ALE |
| --------------------- | ------------------------ | --------------------- |
| Num                   | Ciclista                 | Pos                   |
| 41                    | Maaike Boogaard (NED)    | 68.                   |
| 42                    | Tatiana Guderzo (ITA)    | 34.                   |
| 43                    | Anastasia Chursina (RUS) | 22.                   |
| 44                    | Jutatip Maneephan (THA)  | DNF-2                 |
| 45                    | Urša Pintar (SLO)        | 24.                   |
| 46                    | Anna Trevisi (ITA)       | 57.                   |

| FDJ-Nouvelle Aquitaine-Futuroscope FDJ | FDJ-Nouvelle Aquitaine-Futuroscope FDJ | FDJ-Nouvelle Aquitaine-Futuroscope FDJ |
| -------------------------------------- | -------------------------------------- | -------------------------------------- |
| Num                                    | Ciclista                               | Pos                                    |
| 51                                     | Brodie Chapman (AUS)                   | 33.                                    |
| 52                                     | Shara Marche (AUS)                     | 12.                                    |
| 53                                     | Maëlle Grossetête (FRA)                | 51.                                    |
| 54                                     | Victorie Guilman (FRA)                 | 36.                                    |
| 55                                     | Lauren Kitchen (AUS)                   | 27.                                    |
| 56                                     | Jade Wiel (FRA) (estrada)              | 69.                                    |

| Tibco-Silicon Valley Bank TIB | Tibco-Silicon Valley Bank TIB | Tibco-Silicon Valley Bank TIB |
| ----------------------------- | ----------------------------- | ----------------------------- |
| Num                           | Ciclista                      | Pos                           |
| 61                            | Lauren Stephens (USA)         | 4.                            |
| 62                            | Erica Clevenger (USA)         | 80.                           |
| 63                            | Sarah Gigante (AUS)           | 25.                           |
| 64                            | Jenelle Crooks (AUS)          | 31.                           |
| 65                            | Sharlotte Lucas (NZL)         | 42.                           |
| 66                            | Nina Kessler (NED)            | 62.                           |

| Astana Women's Team ASA | Astana Women's Team ASA | Astana Women's Team ASA |
| ----------------------- | ----------------------- | ----------------------- |
| Num                     | Ciclista                | Pos                     |
| 71                      | Maryna Ivaniuk (UKR)    | 77.                     |
| 72                      | Francesca Pattaro (ITA) | 79.                     |
| 73                      | Katia Ragusa (ITA)      | 8.                      |
| 74                      | Lizbeth Salazar (MEX)   | 75.                     |
| 75                      | Arlenis Sierra (CUB)    | 16.                     |

| Rally Cycling RLW | Rally Cycling RLW             | Rally Cycling RLW |
| ----------------- | ----------------------------- | ----------------- |
| Num               | Ciclista                      | Pos               |
| 81                | Chloe Hosking (AUS)           | 5.                |
| 82                | Kristabel Doebel-Hickok (USA) | 21.               |
| 83                | Heidi Franz (USA)             | 52.               |
| 84                | Leigh Ann Ganzar (USA)        | 37.               |
| 85                | Sara Poidevin (CAN)           | 81.               |

| Agolico AGO | Agolico AGO                  | Agolico AGO |
| ----------- | ---------------------------- | ----------- |
| Num         | Ciclista                     | Pos         |
| 91          | Denisse Ahumada (CHI)        | 64.         |
| 92          | Anet Barrera Esparza (MEX)   | HD-2        |
| 93          | Ariadna Gutiérrez (MEX)      | 46.         |
| 94          | Jennifer Morales (CRC)       | 82.         |
| 95          | Marcela Prieto (MEX)         | 19.         |
| 96          | Andrea Ramírez Fregoso (MEX) | 7.          |

| Doltcini-Van Eyck-Proximus DVE | Doltcini-Van Eyck-Proximus DVE | Doltcini-Van Eyck-Proximus DVE |
| ------------------------------ | ------------------------------ | ------------------------------ |
| Num                            | Ciclista                       | Pos                            |
| 101                            | Mieke Docx (BEL)               | 67.                            |
| 102                            | Justine Vromanne (BEL)         | DNF-1                          |
| 103                            | Minke Bakker (NED)             | HD-2                           |
| 104                            | Marieke de Groot (NED)         | 78.                            |
| 105                            | Jenna Merrick (NZL)            | 18.                            |
| 106                            | Nicole Hanselmann (SUI)        | 83.                            |

| Bepink BPK | Bepink BPK             | Bepink BPK |
| ---------- | ---------------------- | ---------- |
| Num        | Ciclista               | Pos        |
| 111        | Silvia Valsecchi (ITA) | 76.        |
| 112        | Silvia Zanardi (ITA)   | 47.        |
| 113        | Simona Frapporti (ITA) | 58.        |
| 114        | Markéta Hájková (CZE)  | 35.        |
| 115        | Melissa van Neck (CZE) | DNF-3      |
| 116        | Grace Anderson (NZL)   | DNF-2      |

| Nova Zelândia NZL | Nova Zelândia NZL | Nova Zelândia NZL |
| ----------------- | ----------------- | ----------------- |
| Num               | Ciclista          | Pos               |
| 121               | Bryony Botha      | DNF-2             |
| 122               | Racquel Sheath    | 63.               |
| 123               | Nicole Shields    | 56.               |
| 124               | Rushlee Buchanan  | 23.               |
| 125               | Jessie Hodges     | 55.               |
| 126               | Ally Wollaston    | 72.               |

| UniSA-Australia AUS | UniSA-Australia AUS       | UniSA-Australia AUS |
| ------------------- | ------------------------- | ------------------- |
| Num                 | Ciclista                  | Pos                 |
| 131                 | Rachel Neylan (AUS)       | 14.                 |
| 132                 | Sophie Edwards (AUS)      | 73.                 |
| 133                 | Ruby Roseman-Gannon (AUS) | 17.                 |
| 134                 | Nicole Frain (AUS)        | 54.                 |
| 135                 | Georgia Whitehouse (AUS)  | 71.                 |
| 136                 | Josie Talbot (AUS)        | 74.                 |

| Specialized Women's Racing ___ | Specialized Women's Racing ___ | Specialized Women's Racing ___ |
| ------------------------------ | ------------------------------ | ------------------------------ |
| Num                            | Ciclista                       | Pos                            |
| 141                            | Matilda Raynolds (AUS)         | 41.                            |
| 142                            | Elizabeth Stannard (AUS)       | 26.                            |
| 143                            | Jaime Gunning (AUS)            | 15.                            |
| 144                            | Ella Bloor (AUS)               | 48.                            |

| sem equipe ___ | sem equipe ___      | sem equipe ___ |
| -------------- | ------------------- | -------------- |
| Num            | Ciclista            | Pos            |
| 145            | Taryn Heather (AUS) | 20.            |

| Specialized Women's Racing ___ | Specialized Women's Racing ___ | Specialized Women's Racing ___ |
| ------------------------------ | ------------------------------ | ------------------------------ |
| Num                            | Ciclista                       | Pos                            |
| 146                            | Ashlee Jones (AUS)             | HD-2                           |

| RoxSolt Attaquer RXS | RoxSolt Attaquer RXS  | RoxSolt Attaquer RXS |
| -------------------- | --------------------- | -------------------- |
| Num                  | Ciclista              | Pos                  |
| 151                  | Justine Barrow (AUS)  | DNF-4                |
| 152                  | Peta Mullens (AUS)    | 10.                  |
| 153                  | Emily Herfoss (AUS)   | 28.                  |
| 154                  | Bree Wilson (AUS)     | 39.                  |
| 155                  | Emma Chilton (AUS)    | DNF-2                |
| 156                  | Madeline Wright (AUS) | 45.                  |

| Mitchelton-Scott MTS | Mitchelton-Scott MTS          | Mitchelton-Scott MTS |
| -------------------- | ----------------------------- | -------------------- |
| Num                  | Ciclista                      | Pos                  |
| 1                    | Amanda Spratt (AUS) (estrada) | 3.                   |
| 2                    | Gracie Elvin (AUS)            | 44.                  |
| 3                    | Georgia Williams (NZL)        | 60.                  |
| 4                    | Jessica Allen (AUS)           | 65.                  |
| 5                    | Lucy Kennedy (AUS)            | 30.                  |
| 6                    | Grace Brown (AUS)             | 32.                  |

| Sunweb SUN | Sunweb SUN            | Sunweb SUN |
| ---------- | --------------------- | ---------- |
| Num        | Ciclista              | Pos        |
| 11         | Pfeiffer Georgi (GBR) | 70.        |
| 12         | Leah Kirchmann (CAN)  | 6.         |
| 13         | Juliette Labous (FRA) | 11.        |
| 14         | Liane Lippert (GER)   | 2.         |
| 15         | Anna Henderson (GBR)  | 38.        |
| 16         | Julia Soek (NED)      | 66.        |

| Canyon-SRAM Racing CSR | Canyon-SRAM Racing CSR | Canyon-SRAM Racing CSR |
| ---------------------- | ---------------------- | ---------------------- |
| Num                    | Ciclista               | Pos                    |
| 21                     | Tiffany Cromwell (AUS) | 40.                    |
| 22                     | Tanja Erath (GER)      | 49.                    |
| 23                     | Ella Harris (NZL)      | 13.                    |
| 24                     | Hannah Ludwig (GER)    | 43.                    |
| 25                     | Jessica Pratt (AUS)    | 9.                     |
| 26                     | Alexis Ryan (USA)      | 61.                    |

| Trek-Segafredo TFS | Trek-Segafredo TFS          | Trek-Segafredo TFS |
| ------------------ | --------------------------- | ------------------ |
| Num                | Ciclista                    | Pos                |
| 31                 | Lotta Henttala (FIN)        | 50.                |
| 32                 | Anna Plichta (POL)          | 59.                |
| 33                 | Abigail Van Twisk (GBR)     | DNF-2              |
| 34                 | Tayler Wiles (USA)          | 29.                |
| 35                 | Ruth Winder (USA) (estrada) | 1.                 |
| 36                 | Trixi Worrack (GER)         | 53.                |

| Alé BTC Ljubljana ALE | Alé BTC Ljubljana ALE    | Alé BTC Ljubljana ALE |
| --------------------- | ------------------------ | --------------------- |
| Num                   | Ciclista                 | Pos                   |
| 41                    | Maaike Boogaard (NED)    | 68.                   |
| 42                    | Tatiana Guderzo (ITA)    | 34.                   |
| 43                    | Anastasia Chursina (RUS) | 22.                   |
| 44                    | Jutatip Maneephan (THA)  | DNF-2                 |
| 45                    | Urša Pintar (SLO)        | 24.                   |
| 46                    | Anna Trevisi (ITA)       | 57.                   |

| FDJ-Nouvelle Aquitaine-Futuroscope FDJ | FDJ-Nouvelle Aquitaine-Futuroscope FDJ | FDJ-Nouvelle Aquitaine-Futuroscope FDJ |
| -------------------------------------- | -------------------------------------- | -------------------------------------- |
| Num                                    | Ciclista                               | Pos                                    |
| 51                                     | Brodie Chapman (AUS)                   | 33.                                    |
| 52                                     | Shara Marche (AUS)                     | 12.                                    |
| 53                                     | Maëlle Grossetête (FRA)                | 51.                                    |
| 54                                     | Victorie Guilman (FRA)                 | 36.                                    |
| 55                                     | Lauren Kitchen (AUS)                   | 27.                                    |
| 56                                     | Jade Wiel (FRA) (estrada)              | 69.                                    |

| Tibco-Silicon Valley Bank TIB | Tibco-Silicon Valley Bank TIB | Tibco-Silicon Valley Bank TIB |
| ----------------------------- | ----------------------------- | ----------------------------- |
| Num                           | Ciclista                      | Pos                           |
| 61                            | Lauren Stephens (USA)         | 4.                            |
| 62                            | Erica Clevenger (USA)         | 80.                           |
| 63                            | Sarah Gigante (AUS)           | 25.                           |
| 64                            | Jenelle Crooks (AUS)          | 31.                           |
| 65                            | Sharlotte Lucas (NZL)         | 42.                           |
| 66                            | Nina Kessler (NED)            | 62.                           |

| Astana Women's Team ASA | Astana Women's Team ASA | Astana Women's Team ASA |
| ----------------------- | ----------------------- | ----------------------- |
| Num                     | Ciclista                | Pos                     |
| 71                      | Maryna Ivaniuk (UKR)    | 77.                     |
| 72                      | Francesca Pattaro (ITA) | 79.                     |
| 73                      | Katia Ragusa (ITA)      | 8.                      |
| 74                      | Lizbeth Salazar (MEX)   | 75.                     |
| 75                      | Arlenis Sierra (CUB)    | 16.                     |

| Rally Cycling RLW | Rally Cycling RLW             | Rally Cycling RLW |
| ----------------- | ----------------------------- | ----------------- |
| Num               | Ciclista                      | Pos               |
| 81                | Chloe Hosking (AUS)           | 5.                |
| 82                | Kristabel Doebel-Hickok (USA) | 21.               |
| 83                | Heidi Franz (USA)             | 52.               |
| 84                | Leigh Ann Ganzar (USA)        | 37.               |
| 85                | Sara Poidevin (CAN)           | 81.               |

| Agolico AGO | Agolico AGO                  | Agolico AGO |
| ----------- | ---------------------------- | ----------- |
| Num         | Ciclista                     | Pos         |
| 91          | Denisse Ahumada (CHI)        | 64.         |
| 92          | Anet Barrera Esparza (MEX)   | HD-2        |
| 93          | Ariadna Gutiérrez (MEX)      | 46.         |
| 94          | Jennifer Morales (CRC)       | 82.         |
| 95          | Marcela Prieto (MEX)         | 19.         |
| 96          | Andrea Ramírez Fregoso (MEX) | 7.          |

| Doltcini-Van Eyck-Proximus DVE | Doltcini-Van Eyck-Proximus DVE | Doltcini-Van Eyck-Proximus DVE |
| ------------------------------ | ------------------------------ | ------------------------------ |
| Num                            | Ciclista                       | Pos                            |
| 101                            | Mieke Docx (BEL)               | 67.                            |
| 102                            | Justine Vromanne (BEL)         | DNF-1                          |
| 103                            | Minke Bakker (NED)             | HD-2                           |
| 104                            | Marieke de Groot (NED)         | 78.                            |
| 105                            | Jenna Merrick (NZL)            | 18.                            |
| 106                            | Nicole Hanselmann (SUI)        | 83.                            |

| Bepink BPK | Bepink BPK             | Bepink BPK |
| ---------- | ---------------------- | ---------- |
| Num        | Ciclista               | Pos        |
| 111        | Silvia Valsecchi (ITA) | 76.        |
| 112        | Silvia Zanardi (ITA)   | 47.        |
| 113        | Simona Frapporti (ITA) | 58.        |
| 114        | Markéta Hájková (CZE)  | 35.        |
| 115        | Melissa van Neck (CZE) | DNF-3      |
| 116        | Grace Anderson (NZL)   | DNF-2      |

| Nova Zelândia NZL | Nova Zelândia NZL | Nova Zelândia NZL |
| ----------------- | ----------------- | ----------------- |
| Num               | Ciclista          | Pos               |
| 121               | Bryony Botha      | DNF-2             |
| 122               | Racquel Sheath    | 63.               |
| 123               | Nicole Shields    | 56.               |
| 124               | Rushlee Buchanan  | 23.               |
| 125               | Jessie Hodges     | 55.               |
| 126               | Ally Wollaston    | 72.               |

| UniSA-Australia AUS | UniSA-Australia AUS       | UniSA-Australia AUS |
| ------------------- | ------------------------- | ------------------- |
| Num                 | Ciclista                  | Pos                 |
| 131                 | Rachel Neylan (AUS)       | 14.                 |
| 132                 | Sophie Edwards (AUS)      | 73.                 |
| 133                 | Ruby Roseman-Gannon (AUS) | 17.                 |
| 134                 | Nicole Frain (AUS)        | 54.                 |
| 135                 | Georgia Whitehouse (AUS)  | 71.                 |
| 136                 | Josie Talbot (AUS)        | 74.                 |

| Specialized Women's Racing ___ | Specialized Women's Racing ___ | Specialized Women's Racing ___ |
| ------------------------------ | ------------------------------ | ------------------------------ |
| Num                            | Ciclista                       | Pos                            |
| 141                            | Matilda Raynolds (AUS)         | 41.                            |
| 142                            | Elizabeth Stannard (AUS)       | 26.                            |
| 143                            | Jaime Gunning (AUS)            | 15.                            |
| 144                            | Ella Bloor (AUS)               | 48.                            |

| sem equipe ___ | sem equipe ___      | sem equipe ___ |
| -------------- | ------------------- | -------------- |
| Num            | Ciclista            | Pos            |
| 145            | Taryn Heather (AUS) | 20.            |

| Specialized Women's Racing ___ | Specialized Women's Racing ___ | Specialized Women's Racing ___ |
| ------------------------------ | ------------------------------ | ------------------------------ |
| Num                            | Ciclista                       | Pos                            |
| 146                            | Ashlee Jones (AUS)             | HD-2                           |

| RoxSolt Attaquer RXS | RoxSolt Attaquer RXS  | RoxSolt Attaquer RXS |
| -------------------- | --------------------- | -------------------- |
| Num                  | Ciclista              | Pos                  |
| 151                  | Justine Barrow (AUS)  | DNF-4                |
| 152                  | Peta Mullens (AUS)    | 10.                  |
| 153                  | Emily Herfoss (AUS)   | 28.                  |
| 154                  | Bree Wilson (AUS)     | 39.                  |
| 155                  | Emma Chilton (AUS)    | DNF-2                |
| 156                  | Madeline Wright (AUS) | 45.                  |

Convenções:
- AB-N: Abandono na etapa "N"
- FLT-N: Retiro por chegada fora do limite de tempo na etapa "N"
- NTS-N: Não tomou a saída para a etapa "N"
- DES-N: Desclassificado ou expulsado na etapa "N"